# (124) Alkeste
(124) Alkeste ist ein Asteroid des mittleren Hauptgürtels, der am 23. August 1872 vom deutsch-US-amerikanischen Astronomen Christian Heinrich Friedrich Peters am Litchfield Observatory in New York entdeckt wurde.
Der Asteroid wurde benannt nach Alkestis, der Tochter von Pelias und Anaxibia und Frau von Admetos. Sie erklärte sich freiwillig bereit, für ihren Mann zu sterben, da Apollon ihr versprach, dass Admetos niemals sterben sollte, wenn jemand an seiner Stelle sterben würde. Einige Legenden besagen, dass Herakles Alkestis aus der Unterwelt zurückbrachte. Die Benennung erfolgte durch Adelinde Weiss, die Frau des österreichischen Astronomen Edmund Weiss, auf Wunsch des Entdeckers.

## Wissenschaftliche Auswertung
Mit Daten radiometrischer Beobachtungen im Infraroten am Cerro Tololo Inter-American Observatory in Chile im Jahr 1974 wurden für (124) Alkeste erstmals Werte für den Durchmesser und die Albedo von 92 km und 0,08 bestimmt. Eine Beobachtung im September 1975 am Kitt-Peak-Nationalobservatorium in Arizona ergab Werte von 67 km und 0,15. Aus Ergebnissen der IRAS Minor Planet Survey (IMPS) wurden 1992 Angaben zu Durchmesser und Albedo für zahlreiche Asteroiden abgeleitet, darunter auch (124) Alkeste, für die damals Werte von 76,4 km bzw. 0,17 erhalten wurden. Eine Auswertung von Beobachtungen durch das Projekt NEOWISE im nahen Infrarot führte dann 2012 zu vorläufigen Werten für den Durchmesser und die Albedo im sichtbaren Bereich von 88,7 km bzw. 0,13.
Photometrische Beobachtungen von (124) Alkeste erfolgten erstmals vom 9. Oktober bis 16. November 1979 am Table Mountain Observatory in Kalifornien. Aus der gemessenen Lichtkurve wurde eine Rotationsperiode von 9,921 h abgeleitet. Aus Messungen am 1. und 2. Juli 1991 am La-Silla-Observatorium in Chile konnte keine Rotationsperiode abgeleitet werden. Dies gelang dann bei neuen photometrische Messungen vom 12. September bis 12. November 1996 an der Außenstelle Tshuhujiw des Charkiw-Observatoriums in der Ukraine und am Krim-Observatorium in Simejis. Die Auswertung führte zu einem verbesserten Wert von 9,907 h.
Weitere Beobachtungen wurden vom 12. April bis 17. Juni 2016 am Organ Mesa Observatory in New Mexico durchgeführt. Die gemessenen Lichtkurven konnten gut auf eine Rotationsperiode von 9,906 h angepasst werden. Aus archivierten Daten des Asteroid Terrestrial-impact Last Alert System (ATLAS) aus dem Zeitraum 2015 bis 2018 wurden dann in einer Untersuchung von 2020 für ein ellipsoidisches Gestaltmodell zwei alternative Positionen für die Lage der Rotationsachse sowie eine Rotationsperiode von 9,90702 h bestimmt. Aus den Daten von ATLAS konnte in einer Untersuchung von 2022 mit der Methode der konvexen Inversion eine Rotationsperiode von 9,9068 h berechnet werden.